# Гарри Манкольм Веллмон
Гарри Манкольм Веллмон  (15 мая 1883 года — 17 июля 1945 года)  —  афро-американский джазовый исполнитель, дирижёр и композитор, живший в Лондоне, Англия.

## Биография
Гарри Манкольм Веллмон родился в городе Шелби, Северная Каролина 15 мая 1883 года. 
К 1918 году он жил в Нью-Йорке и работал в компании Sulzer’s Harlem River Casino. 
Переехал в Лондон и 16 апреля 1919 года женился на певице Лавинии Элизабет Жеффс.
Веллмон участвовал в песенных коллективах Carlish и Wellmon.
Возвратился в Нью-Йорк в 1938 году.
Умер 17 июля 1945 года в Манхэттене, Нью-Йорк.

## Композиции
- Старые добрые Британские острова (The Good Old British Isles) (1906)[4]
- The Fascée Dance (1914)[5]